# 皮娜·鲍什广场
皮娜·鲍什广场（Patio-place Pina-Bausch）是巴黎第一区的一个广场。

## 名称
广场得名于德国舞蹈家皮娜·鲍什 (1940-2009)。

## 历史
广场原名Place Basse。2013年12月18日改为现名。 